# Festival de la fiction
Le Festival de la fiction, précédemment appelé Festival de la fiction TV, est un festival de télévision créé en 1999, récompensant les œuvres de fiction francophones et internationales. Il se déroule chaque année en septembre. De 1999 à 2006, il avait lieu à Saint-Tropez et il s'est installé depuis 2007 à La Rochelle.
Principal rendez-vous audiovisuel en France et en Europe[réf. nécessaire], ce festival offre chaque année la possibilité de découvrir près de 60 séries et films unitaires présentés en compétitions officielles (française et francophone internationale), hors compétition, ainsi qu’en séances spéciales.
Il est aussi un lieu d’échanges, de rencontres et de réflexions pour tous les professionnels français et étrangers : débats politiques et créatifs, tables rondes et conférences, rencontres avec les diffuseurs, pitchs d’auteurs, rendez-vous de la création francophone, etc.

## Historique
Vingt-cinq œuvres sont généralement en compétition et cinq œuvres sont présentées hors-compétition. En tout, une soixantaine de projections sont organisées.
Plus de 2 200 professionnels du monde de l'audiovisuel et 35 000 personnes assistent chaque année à cet événement, qui comprend projections, dîners, débats, conférences de presse, etc.

## Prix décernés
- Meilleure série 52 minutes
- Meilleur téléfilm
- Meilleure fiction moins de 26 minutes

- Meilleure réalisation
- Meilleure interprétation masculine
- Meilleure interprétation féminine
- Prix jeune espoir masculin
- Prix jeune espoir féminin
- Meilleur scénario
- Meilleure musique
- Meilleure série francophone étrangère
- Meilleure fiction européenne
- Prix spécial du jury pour la fiction européenne
- Prix de la meilleure série de l'année Téléstar & Télépoche

- Prix des collégiens de Charente-Maritime
- Prix Nouvelle-Aquitaine des lecteurs du Sud-Ouest

## Éditions
| Année | Dates           | Lieu         | Président              |
| ----- | --------------- | ------------ | ---------------------- |
| 1999  | 16-19 septembre | Saint-Tropez | Mireille Darc          |
| 2000  | 14-16 septembre | Saint-Tropez | Véronique Genest       |
| 2001  | 20-22 septembre | Saint-Tropez | Pierre Mondy           |
| 2002  | 19-21 septembre | Saint-Tropez | Corinne Touzet         |
| 2003  | 18-21 septembre | Saint-Tropez | Gérard Klein           |
| 2004  | 16-19 septembre | Saint-Tropez | Claude Brasseur        |
| 2005  | 15-18 septembre | Saint-Tropez | Pierre Lescure         |
| 2006  | 14-17 septembre | Saint-Tropez | Victor Lanoux          |
| 2007  | 12-16 septembre | La Rochelle  | Francis Huster         |
| 2008  | 17-21 septembre | La Rochelle  | Serge Moati            |
| 2009  | 16-20 septembre | La Rochelle  | Robin Renucci          |
| 2010  | 8-12 septembre  | La Rochelle  | Marie-Anne Chazel      |
| 2011  | 7-11 septembre  | La Rochelle  | François Berléand      |
| 2012  | 12-16 septembre | La Rochelle  | Antoine de Caunes      |
| 2013  | 11-15 septembre | La Rochelle  | Alexandre Astier       |
| 2014  | 10-14 septembre | La Rochelle  | Bernard Le Coq         |
| 2015  | 9-13 septembre  | La Rochelle  | Michèle Laroque        |
| 2016  | 14-18 septembre | La Rochelle  | Isabelle Carré.        |
| 2017  | 13-17 septembre | La Rochelle  | Sylvie Testud.         |
| 2018  | 12-16 septembre | La Rochelle  | Marie Gillain          |
| 2019  | 11-15 septembre | La Rochelle  | Valérie Karsenti       |
| 2020  | 16-18 septembre | Paris        |                        |
| 2021  | 14-18 septembre | La Rochelle  | Guillaume de Tonquédec |
| 2022  | 13-18 septembre | La Rochelle  | Sandrine Bonnaire      |
| 2023  | 12-17 septembre | La Rochelle  | Audrey Fleurot         |
| 2024  | 10-15 septembre | La Rochelle  | Thierry Godard         |